# Řitka
Řitka település Csehországban, Nyugat-prágai járásban. Řitka Líšnice, Mníšek pod Brdy, Dobřichovice és Černolice településekkel határos. Lakosainak száma 1386 fő (2024. január 1.).

## Népesség
A település lakosságának változását az alábbi diagram mutatja:
| Lakosok száma | 369  | 376  | 362  | 309  | 357  | 604  | 1175 | 1277 | 1349 | 1386 |
|               | 1869 | 1890 | 1921 | 1950 | 1980 | 2001 | 2017 | 2019 | 2022 | 2024 |